# Beania stonycha
Beania stonycha är en mossdjursart som beskrevs av Gordon 1986. Beania stonycha ingår i släktet Beania och familjen Beaniidae. Inga underarter finns listade i Catalogue of Life.